# Львово (Крым)
Льво́во (до 1948 года Джантора; укр. Львове, крымскотат. Can Toru, Джан Тору) — село в Ленинском районе Республики Крым, в составе Семисотского сельского поселения (согласно административно-территориальному делению Украины — Семисотского сельсовета Автономной Республики Крым).

## Население
| 2001 | 2014 |
| ---- | ---- |
| 11   | ↘5   |

Всеукраинская перепись 2001 года показала следующее распределение по носителям языка
| Язык       | Процент |
| ---------- | ------- |
| русский    | 72.73   |
| украинский | 27.27   |

### Динамика численности
| - 1892 год — 0 чел. - 1902 год — 225 чел. - 1915 год — 0/212 чел. - 1926 год — 264 чел. - 1939 год — 175 чел. | - 1989 год — 29 чел. - 2001 год — 11 чел. - 2009 год — 11 чел. - 2014 год — 5 чел. |

## Современное состояние
На 2017 год во Львово числится 2 улицы — Львова и улица без названия; на 2009 год, по данным сельсовета, село занимало площадь 20,2 гектара на которой, в 7 дворах, проживало 11 человек.

## География
Расположено село на Ак-Монайском перешейке, в западной части Ленинского района, у границы с Кировским, у основания Арабатской стрелки, в устье впадающего в болотистый лиман Сиваша Сухого ручья, высота центра села над уровнем моря 4 м. Расстояние до райцентра Ленино около 33 километров (по шоссе), ближайшая железнодорожная станция — Семисотка (на линии Джанкой — Керчь) — примерно в 11 километрах. Транспортное сообщение осуществляется по региональной автодороге 35Н-190 Владиславовка — Каменское (по украинской классификации — С-0-10501).

## История
Первое документальное упоминание села встречается в Камеральном Описании Крыма… 1784 года, судя по которому, в последний период Крымского ханства Джандору входил в Арабатский кадылык Кефинского каймаканства. Затем, видимо, вследствие эмиграции крымских татар в Турцию, последовавшую вслед за присоединением Крыма к России 8 февраля 1784 года, деревня опустела и встречается только на карте 1842 года, где Биюк Джанчора и Кучук Джанчора обозначены рядом, обе, как развалины.
В 1860-х годах, после земской реформы Александра II, деревню приписали к Арма-Элинской волости. По обследованиям профессора А. Н. Козловского начала 1860-х годов, в селении «пользуются дождевой водой, собираемой в аутах и запрудах» (Аут — небольшой пруд в степном Крыму, наполнявшийся дождевой и талой водой). Согласно «Памятной книжке Таврической губернии за 1867 год», деревня Джантора была покинута жителями, в результате эмиграции крымских татар и представляла собой пустое место.
Вновь встречается в «…Памятной книжке Таврической губернии на 1892 год», согласно которой в деревне Джантора, входившей в Арма-Элинское сельское общество, жителей и домохозяйств не числилось (как и в не входившей в общество). На верстовой карте Крыма 1896 года в селении обозначено 6 дворов с гречесским населением.
После земской реформы 1890-х годов деревня осталась в составе преобразованной Владиславской волости. По «…Памятной книжке Таврической губернии на 1902 год» в деревне Джантора, находившейся в частном владении, числилось 225 жителей, домохозяйств не имеющих. По Статистическому справочнику Таврической губернии. Ч.II-я. Статистический очерк, выпуск пятый Феодосийский уезд, 1915 год, в деревне Джантора Владиславской волости Феодосийского уезда числилось 28 дворов (27 дворов с землёй, 1 — безземельный) с греческим населением в количестве 212 человек «посторонних» жителей, из которых 106 мужчин и 106 женщин. Жители владели 1000 десятинами удобной земли. В хозяйствах имелось 100 лошадей, 140 волов, 30 коров и 310 голов овец, свиней, или коз.
После установления в Крыму Советской власти, по постановлению Крымревкома от 8 января 1921 года была упразднена волостная система и село вошло в состав вновь созданного Владиславовского района Феодосийского уезда, а в 1922 году уезды получили название округов. 11 октября 1923 года, согласно постановлению ВЦИК, в административное деление Крымской АССР были внесены изменения, в результате которых округа ликвидировались и Владиславовский район стал самостоятельной административной единицей. Декретом ВЦИК от 04 сентября 1924 года «Об упразднении некоторых районов Автономной Крымской С. С. Р.» в октябре 1924 года район был преобразован в Феодосийский и село включили в его состав. Согласно Списку населённых пунктов Крымской АССР по Всесоюзной переписи 17 декабря 1926 года, в селе Джантора Ак-Монайского сельсовета Феодосийского района имелось 53 двора, из них 52 крестьянских, население составляло 264 человека (133 мужчины и 131 женщина). В национальном отношении учтено: 255 греков, 3 татар, 4 русских, 2 украинца, действовала греческая школа. Постановлением ВЦИК «О реорганизации сети районов Крымской АССР» от 30 октября 1930 года (по другим сведениям 15 сентября 1931 года) Феодосийский район упразднили и село включили в состав Ленинского. По данным всесоюзной переписи населения 1939 года в селе проживало 175 человек.

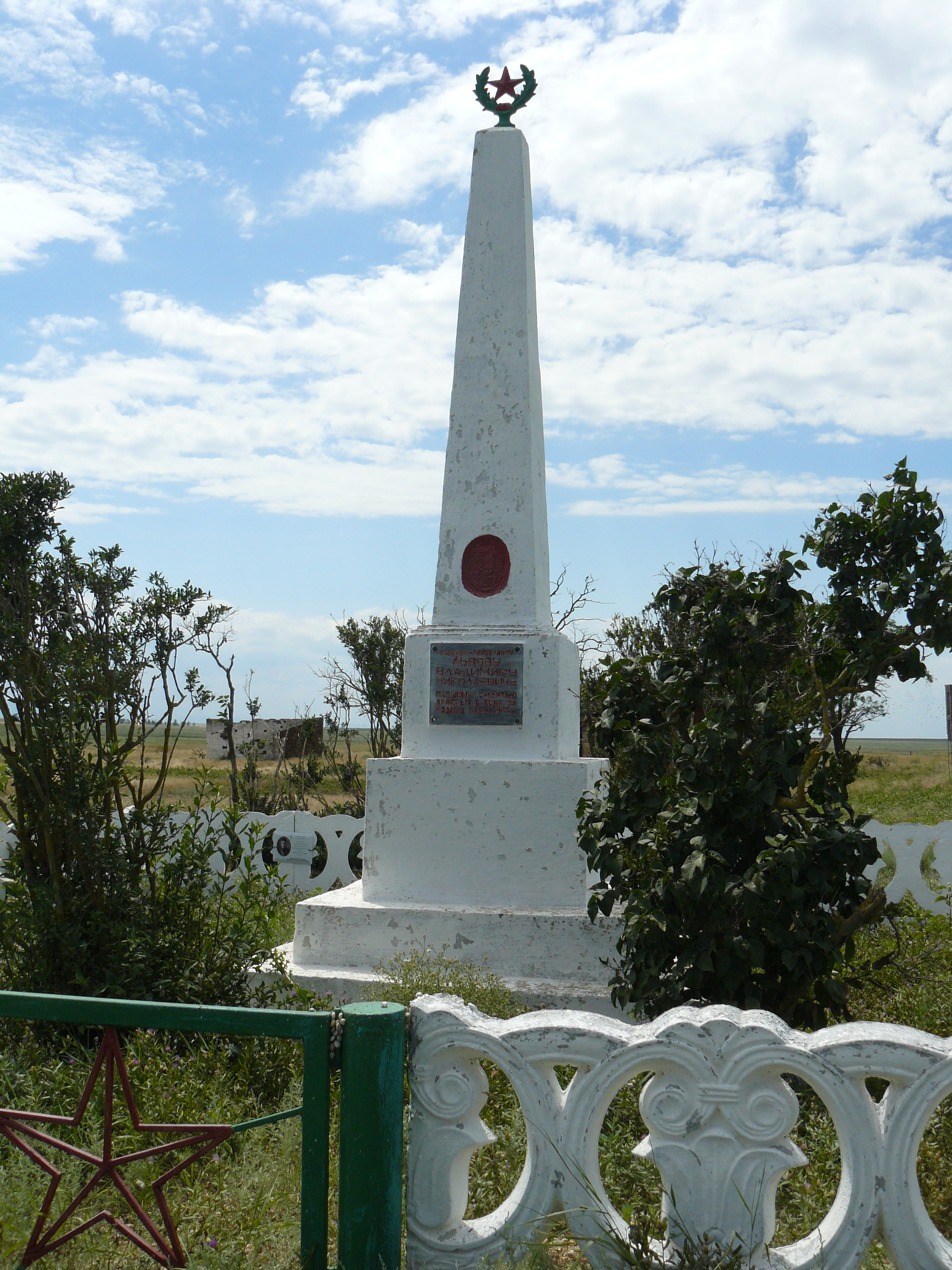
Памятник генерал-лейтенанту В. Н. Львову

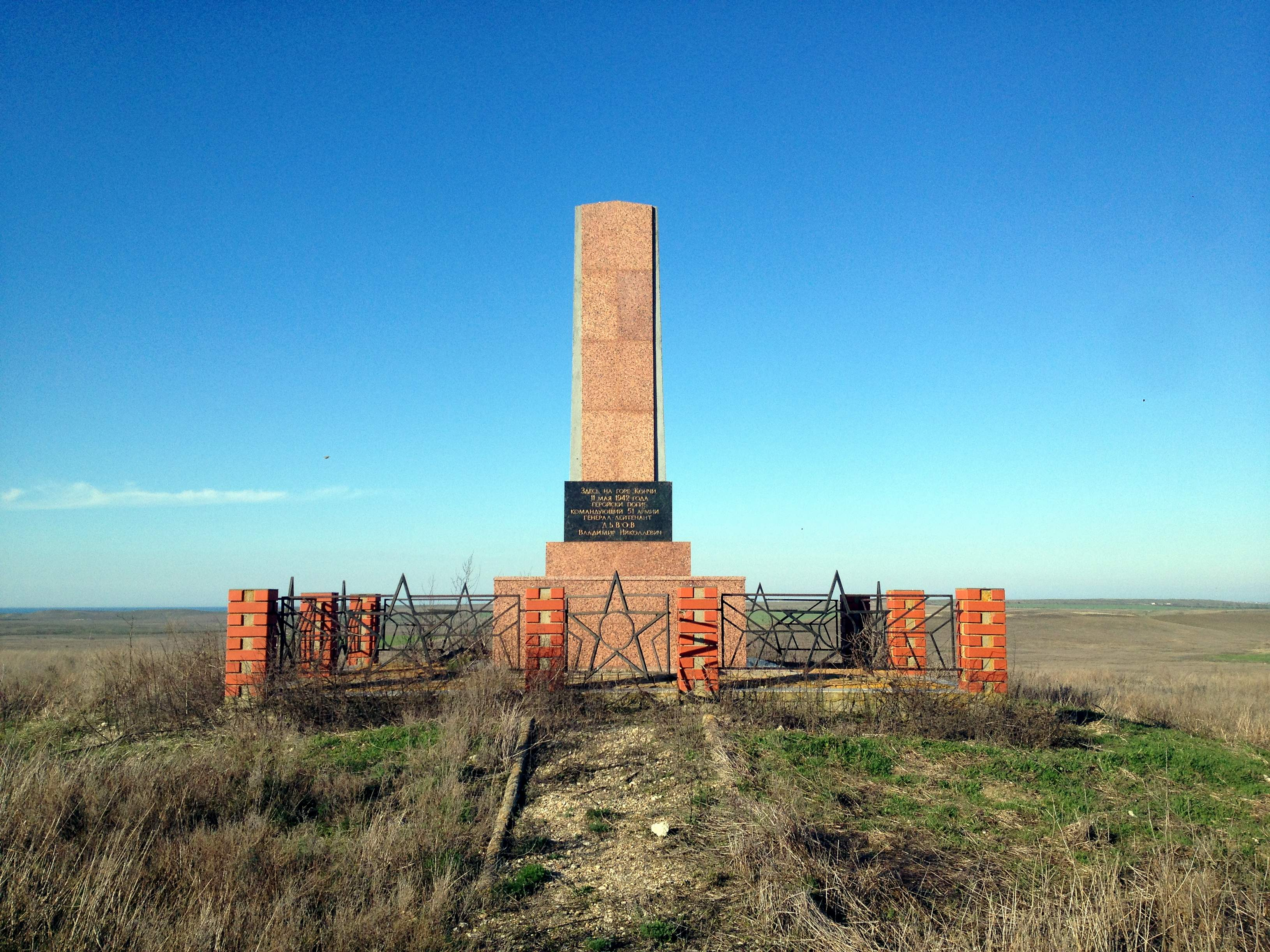
Памятник генералу Львову В. Н. на месте гибели у горы Кончи.

Во время Великой Отечественной войны после начальных успехов Керченско-феодосийской десантной операции фронт стабилизировался примерно по линии Ак-Монайского перешейка. Боевые действия на Керченском полуострове в марте-апреле 1942 года характеризовались кровопролитными позиционными боями.
Упомянуто в стихотворении К. М. Симонова «Дожди», Симонов выезжал в полосу наступления со штабом Львова:
И штаб, и мрачный генерал [Львов],
Который молча крупной рысью
Поля сраженья объезжал.
Мы выехали с ним верхами
По направленью к Джантаре,
Уже синело за холмами,
И дело близилось к заре.
Над Акмонайскою равниной
Шел зимний дождь, и все сильней,
Все было мокро, даже спины
Понуро несших нас коней.
В районе села во время начальной стадии Керченской оборонительной операции (катастрофа Крымского фронта) размещался штаб командующего 51-й армией Крымского фронта генерал-лейтенанта В. Н. Львова. При отступлении в авианалёте 11 мая 1942 года в штаб в районе горы Кончи (53м) попала бомба и генерал погиб. В память об этом на окраине Львово в 1969 году был установлен памятный знак, ещё один знак установлен на месте его гибели на горе Кончи. Объект культурного наследия России.
В 1944 году, после освобождения Крыма от нацистов, согласно Постановлению ГКО № 5984сс от 2 июня 1944 года крымские греки были депортированы в Среднюю Азию. С 25 июня 1946 года Джантора в составе Крымской области РСФСР. Указом Президиума Верховного Совета РСФСР от 18 мая 1948 года, Джантору переименовали в Львово. Название присвоено в память о генерал-лейтенанте В. Н. Львове, погибшем от бомбёжки во время Керченской оборонительной операции. 26 апреля 1954 года Крымская область была передана из состава РСФСР в состав УССР. Время включения в Семисотский сельсовет пока не установлено: на 15 июня 1960 года село уже числилось в его составе. По данным переписи 1989 года в селе проживало 29 человек. С 12 февраля 1991 года село в восстановленной Крымской АССР, 26 февраля 1992 года переименованной в Автономную Республику Крым. С 21 марта 2014 года в составе Крыма аннексировано Россией.